# Обоянський район
Обоянський район — адміністративно-територіальна одиниця і муніципальне утворення в Курській області Росії.
Адміністративний центр — місто Обоянь.

## Географічне положення
Обоянський район утворений в 1928 році. Розташований у південній частині Курської області. Межує із Медвенським, Пристенським і Большесолдатським, Бєловським районами області, а також з Івнянським районом Білгородської області.
Територія району - 1,02 тис. км²., що становить 4 % території області, поверхня представляє горбкувату рівнину, прорізану річками і ярами, річки району мілководні. Річка Псел має довжина по території району 54 км, Рибінка - 28, Мала Рибінка - 17, Каменка - 18, Туровка - 17, Усланка - 15. Всі річки відносяться до басейну Дніпра.
У селі Полукотельниково  бере початок річка Повна, ліва притока Сейму.  

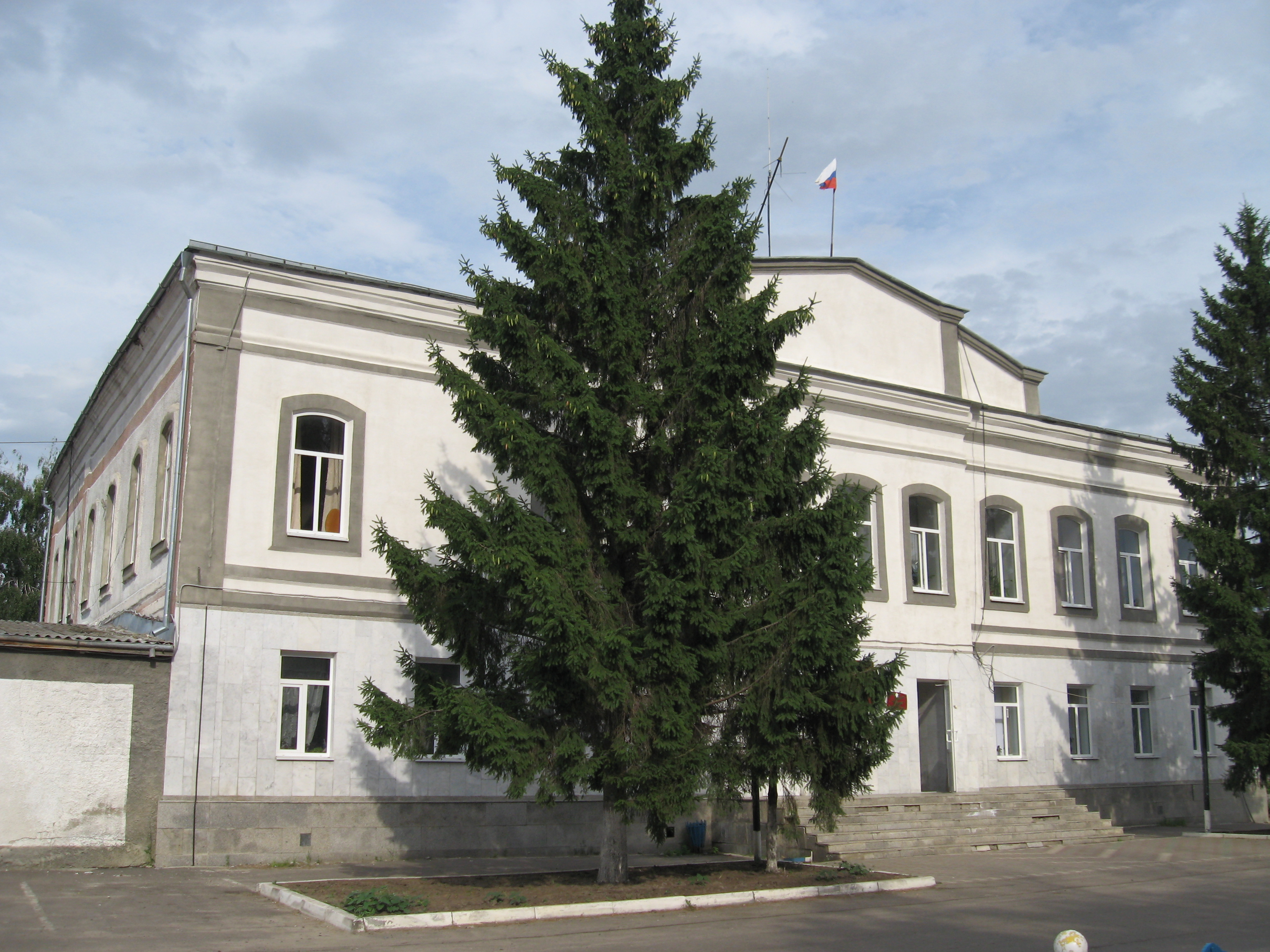
Будівля адміністрації Обоянського району в місті Обоянь